# Абдурешит Медієв
Абдурешит (Решит) Медієв (Медієв Решид Медій-огли (Мехді)) (1880, с. Караджай Перекопський повіт Таврійська губернія — 6 травня 1912) — громадський діяч та просвітитель, перший представник кримськотатарського народу у Державній думі Росії.
Абдурешит Медієв народився в с. Караджай Переколеького повіту Таврійської губернії. Навчався у традиційному конфесійному кримськотатарському мектебе, згодом у Сімферопольській татарській вчительській школі. Викладав у вірменобазарському мектебе.
На початку 20 ст. переїхав до Карасубазара (зараз Білогірськ). Там він включився у політичну діяльність, увійшов до складу кримського відділення організації «Бутюнрусіє іттіфаке мусульманларнєн» («Бутюнрусіє іттіфак ель Муслімі»), яку очолював Ісмаїл Гаспринський. А.Медієв був учасником місцевих з'їздів кримських татар. За активну суспільну діяльність був арештований і поміщений у Сімферопольську тюрму. На цей час він вже завойовував собі авторитет як громадського діяча. Тому його звільнення з тюрми 31 жовтня 1905 року було сприйнято як звільнення героя революції.
Медієв активно включився у громадську та просвітницьку діяльність у Карасубазарі. Він організував мусульманську благодійну громаду «Джемієт і хайріє», відкрив новометодне мектебе-руштіє, національну бібліотеку. Організовував виїзд талановитої кримськотатарської молоді за кордон для навчання.
Активною діяльністю Медієв завоював прихильність у карасубазарців і на початку 1907 року його обрали міським головою. На цій посаді він зробив важливий внесок у розвиток міського господарства й національної культури.

## Діяльність у Державній Думі
У січні 1907 його обрали одним з шести (вибирали з 97 виборщиків) представником до Державної Думи другого скликання від Таврійської губернії. Його підтримка була зумовлена політичним впливом Партії народної свободи в губернії.
У Державній Думі другого скликання (20 лютого — 2 червня 1907 року) увійшов до складу «Мусульманської фракції». На першому зібранні фракції він виступив з промовою, яка справила враження на депутатів і його кандидатуру було
висунуто на голову секретаріату фракції.
У Державній Думі він брав активну участь у розгляді законопроєктів про недоторканність особи, про забезпечення відпочинку службовців у торговельних та ремісничих закладах, про народну освіту. Медієв був активним ініціатором захисту мусульман Азії від спрямованого до них напливу переселенців. Це переселення могло привести до втрати місцевими жителями своїх земель.

## Журналістська діяльність
А.Медієв видавав і редагував кримськотатарські періодичні видання політичного змісту. Так у травні 1906 року став видавати газету «Ватан хадімі» («Слуга Вітчизни»). У листопаді 1907 році — російськомовну газету «Голос мусульманина», що виходила двічі на тиждень. У жовтні 1908 року він намагався випустити газету «Наш голос».
Ці видання він використовував для викладу свого світогляду, політичної й громадської позиції. Також публікувався у бакинському «Каспії» та паризькому «Мусульманину». Йому також приписують співробітництво з редакціями журналів «Мир женщин», «Детский мир», «Ходжа Насреддин».

## Вшанування пам'яті
18 жовтня 2021 року у місті Білогірськ відкрили пам'ятник Абдурашиду Медієву.